# Suicide (álbum de 1980)
Suicide (también conocido como Alan Vega - Martin Rev o, simplemente, The Second Album) es el segundo álbum de estudio del dúo neoyorquino Suicide. Fue publicado el 15 de marzo de 1980 por ZE Records.
En este segundo lanzamiento la música de la banda cambió notoriamente, dejando atrás la faceta más experimental, confrontacional y ruidosa presente en el álbum de 1977 también llamado Suicide en favor de un sonido más melódico, estructurado y electrónico, en el que se asoman sensibilidades más cercanas al pop. Pese a esta evolución, Alan Vega • Martin Rev es, junto a su predecesor, uno de los álbumes más aclamados de Suicide. En palabras de Andy Kellman, en su reseña para allmusic, "algunas de las canciones son completamente bellas. Quizás no es tan rebelde como Suicide, pero podría decirse que es un mejor trabajo, más realizado, y tan esencial como su predecesor".
El 28 de junio de 1999, el álbum fue reeditado por el sello Blast First en una versión especial de dos CD con el título The Second Album + The First Rehearsal Tapes.

## Lista de canciones
Todas las canciones escritas por Alan Vega y Martin Rev.
| N.º | Título                          | Duración |  |
| 1.  | «Diamonds, Fur Coat, Champagne» | 3:18     |  |
| 2.  | «Mr. Ray (To Howard T.)»        | 5:11     |  |
| 3.  | «Sweetheart»                    | 3:35     |  |
| 4.  | «Fast Money Music»              | 3:04     |  |
| 5.  | «Touch Me»                      | 4:22     |  |
| 6.  | «Harlem»                        | 6:34     |  |
| 7.  | «Be Bop Kid»                    | 2:09     |  |
| 8.  | «Las Vegas Man»                 | 4:08     |  |
| 9.  | «Shadazz»                       | 4:23     |  |
| 10. | «Dance»                         | 3:21     |  |

### Reedición de 1999
| CD1: The Second Suicide Album |                                 |          |  |
| N.º                           | Título                          | Duración |  |
| 1.                            | «Diamonds, Fur Coat, Champagne» | 3:21     |  |
| 2.                            | «Mr. Ray»                       | 5:14     |  |
| 3.                            | «Sweetheart»                    | 3:38     |  |
| 4.                            | «Fast Money Music»              | 3:08     |  |
| 5.                            | «Harlem»                        | 6:38     |  |
| 6.                            | «Touch Me»                      | 4:24     |  |
| 7.                            | «Be Bop Kid»                    | 2:13     |  |
| 8.                            | «Las Vegas Man»                 | 4:10     |  |
| 9.                            | «Shadazz»                       | 4:25     |  |
| 10.                           | «Dance»                         | 3:23     |  |
| 11.                           | «Super Subway Comedian»         | 4:59     |  |
| 12.                           | «Dream Baby Dream»              | 6:24     |  |
| 13.                           | «Radiation»                     | 3:08     |  |

| CD2: The First Rehearsal Tapes |                    |          |  |
| N.º                            | Título             | Duración |  |
| 1.                             | «Speedqueen»       | 1:24     |  |
| 2.                             | «Creature Feature» | 3:37     |  |
| 3.                             | «Tough Guy»        | 2:50     |  |
| 4.                             | «A-Man»            | 2:53     |  |
| 5.                             | «Sneakin' Around»  | 2:44     |  |
| 6.                             | «Too Fine for You» | 2:06     |  |
| 7.                             | «See You Around»   | 4:22     |  |
| 8.                             | «Be My Dream»      | 4:13     |  |
| 9.                             | «Space Blue Bambo» | 3:27     |  |
| 10.                            | «Spaceship»        | 2:42     |  |
| 11.                            | «Into My Eyes»     | 5:15     |  |
| 12.                            | «C'mon Babe»       | 3:15     |  |
| 13.                            | «New City»         | 2:41     |  |
| 14.                            | «Do It Nice»       | 5:24     |  |

- The First Rehearsal Tapes fueron grabadas en el Museum for Living Artists, Nueva York, en 1975.

## Créditos

### Banda
- Alan Vega – voz
- Martin Rev – electrónica

### Otros
- Ingeniería por Larry Alexander.
- Asistencia de ingeniería por Garry Rindfuss y James Farber.
- Arte de portada por Tony Wright.
- Asistencia artística por Richard Cramer y Wayne Maser.